# Triângulo de Pascal

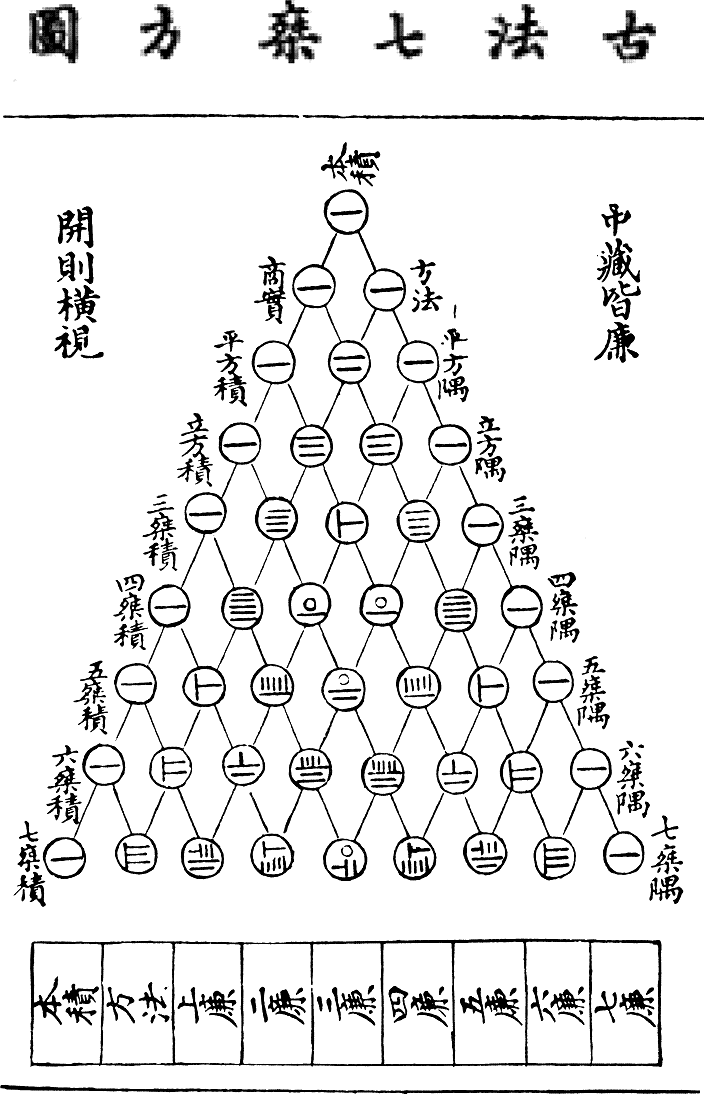
O triângulo de Yang Hui foi publicado na China, em 1303.

O triângulo de Pascal (alguns países, nomeadamente na Itália, é conhecido como Triângulo de Tartaglia) é um triângulo numérico infinito formado por números binomiais {\displaystyle {\begin{matrix}{n \choose k}\end{matrix}}}, onde {\displaystyle n} representa o número da linha e {\displaystyle k} representa o número da coluna, iniciando a contagem a partir do zero. Na China aparece nas obras de Chu Shi-kié no século XII, na Pérsia o poeta e matemático Omar Khayyám do século XII o utiliza para descobrir raízes n-ésimas, na Alemanha o triângulo aparece no livro de Petrus Apianus no século XVI. No entanto, foi Blaise Pascal que estudou e utilizou as propriedades do triângulo na teoria das probabilidades. O triângulo também pode ser representado como:
|   | 0 | 1 | 2  | 3  | 4  | 5 | 6 |
| - | - | - | -- | -- | -- | - | - |
| 0 | 1 | 1 | 1  | 1  | 1  | 1 | 1 |
| 1 | 1 | 2 | 3  | 4  | 5  | 6 |   |
| 2 | 1 | 3 | 6  | 10 | 15 |   |   |
| 3 | 1 | 4 | 10 | 20 |    |   |   |
| 4 | 1 | 5 | 15 |    |    |   |   |
| 5 | 1 | 6 |    |    |    |   |   |
| 6 | 1 |   |    |    |    |   |   |

Ele define os números no triângulo por recursão: Chame o número na (m+1)-ésima linha e na (n+1)-ésima coluna por tmn. Então tmn = tm-1,n-1 + tm-1,n, para m = 0, 1, 2... e n = 0, 1, 2... As condições de contorno são tm, −1 = 0, t−1, n para m = 1, 2, 3... e n = 1, 2, 3... O gerador t00 = 1. Pascal conclui com a prova,
{\displaystyle t_{mn}={\frac {(m+n)(m+n-1)...(m+1)}{n(n-1)...1}}.\ }

## Propriedades

### Relação de Stifel

O triângulo de Pascal.

Cada número do triângulo de Pascal é igual à soma do número imediatamente acima e do antecessor do número de cima.{\displaystyle {n-1 \choose k-1}+{n-1 \choose k}={n \choose k}}
{\displaystyle {\begin{matrix}&\mathbf {0} &\mathbf {1} &\mathbf {2} &\mathbf {3} &\mathbf {4} &\mathbf {5} \\\mathbf {0} &1&&&&&\\\mathbf {1} &1&1&&&&\\\mathbf {2} &1&2&1&&&\\\mathbf {3} &1&3&3&1&&\\\mathbf {4} &1&4&{\underline {\overline {6}}}&{\underline {\overline {4}}}&1&\\\mathbf {5} &1&5&10&{\underline {\overline {10}}}&5&1\\\end{matrix}}}
Portanto:
{\displaystyle {\begin{matrix}{4 \choose 2}&+&{4 \choose 3}&=&{5 \choose 3}\\&&&&\\6&+&4&=&10\end{matrix}}}

### Soma de uma linha
A soma de uma linha no triângulo de Pascal é igual a {\displaystyle 2^{n}}.
{\displaystyle {\begin{matrix}&\mathbf {0} &\mathbf {1} &\mathbf {2} &\mathbf {3} &\mathbf {4} &\mathbf {5} &\mathbf {6} &\mathbf {2^{n}} \\\mathbf {0} &1&&&&&&&{2^{0}=1}\\\mathbf {1} &1&1&&&&&&{2^{1}=2}\\\mathbf {2} &1&2&1&&&&&{2^{2}=4}\\\mathbf {3} &1&3&3&1&&&&{2^{3}=8}\\\mathbf {4} &1&4&6&4&1&&&{2^{4}=16}\\\mathbf {5} &1&5&10&10&5&1&&{2^{5}=32}\\\mathbf {6} &1&6&15&20&15&6&1&{2^{6}=64}\end{matrix}}}

### Soma de uma coluna
A soma da coluna, no triângulo de Pascal, pode ser calculada pela relação {\displaystyle {n \choose n}+{n+1 \choose n}+...+{n+k \choose n}={n+k+1 \choose n+1}}.
{\displaystyle {\begin{matrix}&\mathbf {0} &\mathbf {1} &\mathbf {2} &\mathbf {3} &\mathbf {4} &\mathbf {5} &\mathbf {6} \\\mathbf {0} &1&&&&&&\\\mathbf {1} &1&{\underline {\overline {1}}}&&&&&\\\mathbf {2} &1&{\underline {\overline {2}}}&1&&&&\\\mathbf {3} &1&{\underline {\overline {3}}}&3&1&&&\\\mathbf {4} &1&{\underline {\overline {4}}}&6&4&1&&\\\mathbf {5} &1&5&10&{\underline {\overline {10}}}&5&1&\\\mathbf {6} &1&6&15&20&15&6&1\end{matrix}}}
Portanto:{\displaystyle {\begin{matrix}{1 \choose 1}&+&{2 \choose 1}&+&{3 \choose 1}&+&{4 \choose 1}&=&{5 \choose 2}\\&&&&&&&&\\1&+&2&+&3&+&4&=&10\end{matrix}}}

### Simetria
O triângulo de Pascal apresenta simetria em relação à altura, se for escrito da seguinte forma:
{\displaystyle {\begin{matrix}{\begin{matrix}&&\\&&\\&&\\&&\\&&\\&&1\\&1&\\1&&7\end{matrix}}&{\begin{matrix}&&&&1&&&&\\&&&1&&1&&&\\&&1&&2&&1&&\\&1&&3&&3&&1&\\1&&4&&6&&4&&1\\&5&&10&&10&&5&\\6&&15&&20&&15&&6\\&21&&35&&35&&21&\end{matrix}}&{\begin{matrix}&&\\&&\\&&\\&&\\&&\\1&&\\&1&\\7&&1\end{matrix}}\end{matrix}}}
Isso deve-se ao fato de que {\displaystyle {n \choose k}={\frac {n!}{k!(n-k)!}}={\frac {n!}{(n-k)!k!}}={n \choose n-k}}

### Soma de uma diagonal
Conhecendo as fórmulas {\displaystyle {n \choose n}+{n+1 \choose n}+...+{n+k \choose n}={n+k+1 \choose n+1}} (Soma de uma coluna) e {\displaystyle {n \choose k}={\frac {n!}{k!(n-k)!}}={\frac {n!}{(n-k)!k!}}={n \choose n-k}} (Simetria) do triângulo de Pascal, pode-se encontrar a seguinte fórmula para soma de diagonais: {\displaystyle {n \choose 0}+{n+1 \choose 1}+...+{n+k \choose k}={n+k+1 \choose k}}.
{\displaystyle {\begin{matrix}&\mathbf {0} &\mathbf {1} &\mathbf {2} &\mathbf {3} &\mathbf {4} &\mathbf {5} &\mathbf {6} \\\mathbf {0} &1&&&&&&\\\mathbf {1} &{\underline {\overline {1}}}&1&&&&&\\\mathbf {2} &1&{\underline {\overline {2}}}&1&&&&\\\mathbf {3} &1&3&{\underline {\overline {3}}}&1&&&\\\mathbf {4} &1&4&6&{\underline {\overline {4}}}&1&&\\\mathbf {5} &1&5&10&10&{\underline {\overline {5}}}&1&\\\mathbf {6} &1&6&15&20&{\underline {\overline {15}}}&6&1\end{matrix}}}

### Novas propriedades – Desigualdades
Em 2014 foram descobertas novas propriedades, envolvendo Desigualdades, quais sejam:
1- Em toda a infinita coluna central do Triângulo, na figura abaixo, o produto de dois de seus elementos é maior do que o produto de dois elementos pertencentes à mesma coluna central, localizados simetricamente entre eles. Por exemplo, na figura abaixo: 1 x 20 > 2 x 6, ou então, 2 x 20 > 6 x 6, ou ainda, 1 x 6 > 2 x 2. Isto vale para toda a coluna central.{\displaystyle {\begin{matrix}{\begin{matrix}&&\\&&\\&&\\&&\\&&\\&&1\\&1&\\1&&7\end{matrix}}&{\begin{matrix}&&&&1&&&&\\&&&1&&1&&&\\&&1&&2&&1&&\\&1&&3&&3&&1&\\1&&4&&6&&4&&1\\&5&&10&&10&&5&\\6&&15&&20&&15&&6\\&21&&35&&35&&21&\end{matrix}}&{\begin{matrix}&&\\&&\\&&\\&&\\&&\\1&&\\&1&\\7&&1\end{matrix}}\end{matrix}}}
2- Dados dois elementos A e B da coluna central, o produto deles é maior do que o produto de dois elementos C e D pertencentes às diagonais que passam por A e por B, que estejam simetricamente localizados em relação a A e a B. Por exemplo, olhando novamente a figura acima: se A = 2 e B = 20, então:
2 x 20 > 3 x 10 > 4 x 4 > 1 x 5.
Se A = 1 e B = 20, então:
1 x 20 > 1 x 10 > 1 x 4 > 1 x 1.

## Algoritmos

### Python

#### Recursivo
```
def
 
pascal_t
(
m
,
n
):

    
if
 
m
 
==
 
0
 
and
 
n
 
==
0
:

        
return
 
1

    
elif
 
n
 
==
 
-
1
 
or
 
m
 
==
 
-
1
:

        
return
 
0

    
else
:

        
return
 
pascal_t
(
m
-
1
,
 
n
-
1
)
 
+
 
pascal_t
(
m
-
1
,
n
)

```

#### Programado
```
def
 
pascal_tri
(
lines
):

    
t
=
 
[[
0
 
for
 
i
 
in
 
range
(
lines
)]
 
for
 
i
 
in
 
range
(
lines
)]

    
for
 
n
 
in
 
range
(
lines
):

        
for
 
k
 
in
 
range
(
lines
):

            
if
 
n
 
==
 
0
 
and
 
k
 
==
 
0
:

                
t
[
n
][
k
]
 
=
 
1

            
elif
 
n
 
>
 
-
1
 
and
 
k
 
>
 
-
1
:

                
t
[
n
][
k
]
 
=
 
t
[
n
-
1
][
k
-
1
]
 
+
 
t
[
n
-
1
][
k
]

    
return
 
t

```

### Java
```
public
 
void
 
Pascal
(
int
 
n
)
 
{

    
int
 
nfilas
 
=
 
n
;

    
int
[]
 
a
 
=
 
new
 
int
[
1
]
;

    
for
 
(
int
 
i
 
=
 
1
;
 
i
 
<=
 
nfilas
;
 
i
++
)
 
{

        
int
[]
 
x
 
=
 
new
 
int
[
i
]
;

        
for
 
(
int
 
j
 
=
 
0
;
 
j
 
<
 
i
;
 
j
++
)
 
{

            
if
 
(
j
 
==
 
0
 
||
 
j
 
==
 
(
i
 
-
 
1
))
 
{

                
x
[
j
]
 
=
 
1
;

            
}
 
else
 
{

                
x
[
j
]
 
=
 
a
[
j
]
 
+
 
a
[
j
 
-
 
1
]
;

            
}

            
System
.
out
.
print
(
x
[
j
]
 
+
 
" "
);

        
}

        
a
 
=
 
x
;

        
System
.
out
.
println
();

    
}

}

```